# Rollin Girl
Rollin Girl（日语： Rōrin Gāru）是由日本VOCALOID制作人wowaka使用初音未来创作的歌曲，是wowaka的代表作之一。歌曲收录于迷你专辑《SEVEN GIRLS'DISCORD》与专辑《Unhappy Refrain》中，于2010年2月14日上传至Niconico動畫，2017年9月5日上传至YouTube，于2023年2月4日在Niconico达成VOCALOID神话曲。
在2019年4月5日wowaka因突发心力衰竭逝世之后，此曲和《World's End Dancehall》、《裏表Lovers》一同登上Billboard Japan的综合单曲排行榜Hot 100，分别位列第42、39和40。

## 作品收录

##### 迷你专辑
- 《SEVEN GIRLS' DISCORD》

##### 专辑
- 《Unhappy Refrain》[3]
- EXIT TUNES PRESENTS Vocalogenesis feat. 初音ミク[4]

- EXIT TUNES PRESENTS Supernova 2』[4]

##### 音乐视频（MV）
- 初音ミク　オリジナル曲　「ローリンガール」 （页面存档备份，存于）
- wowaka 『ローリンガール』feat. 初音ミク / wowaka - Rollin Girl (Official Video) ft. Hatsune Miku